# 星粟草
星粟草（学名：Glinus lotoides）为番杏科星粟草属下的一个种。